# Scheldeprijs 2019
La 107.ª edición de la clásica ciclista Scheldeprijs fue una carrera en Bélgica que se celebró el 10 de abril de 2019 sobre un recorrido de 202,3 kilómetros con inicio el municipio de Borsele en los Países Bajos y final en la ciudad de Schoten en el país de Bélgica.
La carrera formó parte del UCI Europe Tour 2019, dentro de la categoría 1.HC. El vencedor fue el neerlandés Fabio Jakobsen del Deceuninck-Quick Step seguido del alemán Max Walscheid del Sunweb y el británico Christopher Lawless del Sky.

## Equipos participantes
Tomaron parte en la carrera 21 equipos: 10 de categoría UCI WorldTeam; y 11 de categoría Profesional Continental. Formando así un pelotón de 144 ciclistas de los que acabaron 112. Los equipos participantes fueron:
| WorldTeams (10)- Deceuninck-Quick Step - Lotto Soudal - Bora-hansgrohe - EF Education First - Dimension Data - Katusha-Alpecin - Sky - Team Sunweb - Trek-Segafredo - UAE Team Emirates Equipos continentales profesionales (11)- Cofidis, Solutions Crédits - Corendon-Circus - Direct Énergie - Israel Cycling Academy - Riwal Readynez - Roompot-Charles - Sport Vlaanderen-Baloise - Arkéa-Samsic - Vital Concept-B&B Hotels - Wallonie Bruxelles - Wanty-Groupe Gobert |
| |

## Clasificación final
- Las clasificaciones finalizaron de la siguiente forma:[3]

| \| Clasificación general \| Clasificación general \| Clasificación general \| Clasificación general \| Clasificación general \| \| Ciclista \| Ciclista \| Equipo \| Tiempo \| \| \| --------------------- \| --------------------- \| -------------------------- \| --------------------- \| --------------------- \| \| 1.º \| Fabio Jakobsen \| Deceuninck-Quick Step \| 4 h 26 min 45 s \| \| \| 2.º \| Max Walscheid \| Team Sunweb \| + 0 s \| \| \| 3.º \| Christopher Lawless \| Team Sky \| + 0 s \| \| \| 4.º \| Hugo Hofstetter \| Cofidis, Solutions Crédits \| + 0 s \| \| \| 5.º \| Roy Jans \| Corendon-Circus \| + 0 s \| \| \| 6.º \| Kris Boeckmans \| Vital Concept-B&B Hotels \| + 0 s \| \| \| 7.º \| Marco Haller \| Katusha-Alpecin \| + 0 s \| \| \| 8.º \| Emīls Liepiņš \| Wallonie Bruxelles \| + 0 s \| \| \| 9.º \| Jasper Philipsen \| UAE Team Emirates \| + 0 s \| \| \| 10.º \| Matteo Moschetti \| Trek-Segafredo \| + 0 s \| \| |                     |                            |                 |
| |                     |                            |                 |
| Fuente: ProCyclingStats |                     |                            |                 |
| Clasificación general |                     |                            |                 |
| Ciclista | Ciclista            | Equipo                     | Tiempo          |
| 1.º | Fabio Jakobsen      | Deceuninck-Quick Step      | 4 h 26 min 45 s |
| 2.º | Max Walscheid       | Team Sunweb                | + 0 s           |
| 3.º | Christopher Lawless | Team Sky                   | + 0 s           |
| 4.º | Hugo Hofstetter     | Cofidis, Solutions Crédits | + 0 s           |
| 5.º | Roy Jans            | Corendon-Circus            | + 0 s           |
| 6.º | Kris Boeckmans      | Vital Concept-B&B Hotels   | + 0 s           |
| 7.º | Marco Haller        | Katusha-Alpecin            | + 0 s           |
| 8.º | Emīls Liepiņš       | Wallonie Bruxelles         | + 0 s           |
| 9.º | Jasper Philipsen    | UAE Team Emirates          | + 0 s           |
| 10.º | Matteo Moschetti    | Trek-Segafredo             | + 0 s           |

## UCI World Ranking
La Scheldeprijs otorgó puntos para el UCI Europe Tour 2019 y el UCI World Ranking, este último para corredores de los equipos en las categorías UCI WorldTeam, Profesional Continental y Equipos Continentales. Las siguientes tablas son el baremo de puntuación y los 10 corredores que obtuvieron más puntos:
| Posición              | 1.º | 2.º | 3.º | 4.º | 5.º | 6.º | 7.º | 8.º | 9.º | 10.º | 11.º | 12.º | 13.º | 14.º | 15.º | 16.º-30.º | 31.º-40.º |
| Clasificación general | 200 | 150 | 125 | 100 | 85  | 70  | 60  | 50  | 40  | 35   | 30   | 25   | 20   | 15   | 10   | 5         | 3         |

| Clasificación |                     |                            |         |
| Posición      | Ciclista            | Equipo                     | General |
| ------------- | ------------------- | -------------------------- | ------- |
| 1.º           | Fabio Jakobsen      | Deceuninck-Quick Step      | 200     |
| 2.º           | Max Walscheid       | Sunweb                     | 150     |
| 3.º           | Christopher Lawless | Sky                        | 125     |
| 4.º           | Hugo Hofstetter     | Cofidis, Solutions Crédits | 100     |
| 5.º           | Roy Jans            | Corendon-Circus            | 85      |
| 6.º           | Kris Boeckmans      | Vital Concept-B&B Hotels   | 70      |
| 7.º           | Marco Haller        | Katusha-Alpecin            | 60      |
| 8.º           | Emīls Liepiņš       | Wallonie Bruxelles         | 50      |
| 9.º           | Jasper Philipsen    | UAE Emirates               | 40      |
| 10.º          | Matteo Moschetti    | Trek-Segafredo             | 35      |